# 魔王の娘たちとまぐわえば強くなれるって本当ですか?
『魔王の娘たちとまぐわえば強くなれるって本当ですか？』は、原作：カモメ山脈、作画：冬野なべによる日本の漫画作品。『ストーリアダッシュ』（竹書房）にて2021年7月2日より連載中。

## あらすじ
両親を失い奴隷となった少年ウタ＝レインは、魔王の娘たちが暮らす屋敷に引き取られる。彼女たちとの出会いをきっかけに力を得たウタは、世界の真実と自身の運命に向き合っていく。。

## 登場人物
ウタ＝レイン
両親を殺され奴隷となった少年。膨大なマナを持つ特異体質から、魔王の娘たちに“新たな魔王”として迎えられる。過去には勇者との因縁を秘める。

## 書誌情報
- カモメ山脈（原作）冬野なべ（作画）『魔王の娘たちとまぐわえば強くなれるって本当ですか? 』 竹書房〈バンブーコミックス〉、既刊6巻（2025年5月7日現在）
  1. 2022年1月27日発売[3]、ISBN 978-4-8019-7536-1
  2. 2022年9月7日発売[4]、ISBN 978-4-8019-7832-4
  3. 2023年6月7日発売[5]、ISBN 978-4-8019-8063-1
  4. 2024年2月7日発売[6]、ISBN 978-4-8019-8245-1
  5. 2024年10月7日発売[7]、ISBN 978-4-8019-8460-8
  6. 2025年5月7日発売[8]、ISBN 978-4-8019-8637-4